# Svenska Samernas Riksförbunds hederspris
Svenska Samernas Riksförbunds hederspris är ett svenskt pris inom området same. Det delas instiftades av Svenska Samernas Riksförbund.

## Historik
Priset instiftades av Svenska Samernas Riksförbund. Det delas ut årligen ut på Svenska Samernas Riksförbunds landsmöte. pristagaren tilldelas ett diplom och ett samiskt konsthantverk.

## Pristagare
- 2010: Ingwar Åhrén[2]
- 2011: Vapstens sameby, Rans sameby och Ubmeje tjeälddie.
- 2012: Laponiatjuottjudus[3]
- 2013: Lars Thomasson[4]
- 2014: Aina Jonsson[5]
- 2015: Lars Rumar[6]
- 2016: Maj-Lis Skaltje[7]
- 2017: Apmut Ivar Kuoljok[8]
- 2018: Ewa Ljungdahl[9]
- 2019: Louise Bäckman[10]
- 2022: Peter Danowsky[1]
- 2023: Mikael Svonni[11]
- 2024: Sameföreningen i Stockholm[12]
- 2025: Bror Saitton[13]